# Perithemis
Perithemis – rodzaj ważek z rodziny ważkowatych (Libellulidae).

## Systematyka
Do rodzaju należą następujące gatunki:
- Perithemis bella
- Perithemis capixaba
- Perithemis cornelia
- Perithemis domitia
- Perithemis electra
- Perithemis icteroptera
- Perithemis intensa
- Perithemis lais
- Perithemis parzefalli
- Perithemis rubita
- Perithemis tenera
- Perithemis thais

Takson Perithemis mooma, często uznawany za osobny gatunek, na World Odonata List został zsynonimizowany z Perithemis tenera.